# Cibadak (Cibadak, Sukabumi)
Cibadak is een bestuurslaag in het regentschap Sukabumi van de provincie West-Java, Indonesië. Cibadak telt 30.322 inwoners (volkstelling 2010).